# چوراپانوو
چوراپانوو (به لاتین: Churapanovo) یک منطقهٔ مسکونی در روسیه است که در باشقیرستان واقع شده‌است.